# 守護請
守護請（しゅごうけ）とは、日本の室町時代において、守護が荘園領主や知行国主から荘園・国衙領（公領）の年貢納入を請け負ったことを指す。請所の一形態。室町期守護は、守護請を通じて国内の荘園・国衙領への支配を強めていった。
守護の荘園支配形態は大きく3つあり、荘園の実際の経営を荘園領主にまかせてその余剰生産物を貰う方法、荘園を分割してその一部を守護側で支配する方法、一定額の年貢を荘園領主へ渡す約束で荘園支配を請け負う方法である。前者2手法を半済、後者を守護請と呼称した。

## 沿革
鎌倉時代から武士による荘園・公領への侵出がはじまり、時代を経つとともに侵出の度合いが激しくなっていた。荘園領主・知行国主らは収入を確保するため、地頭に一定額の年貢納入を義務づける代わりに現地の荘園・公領の支配を任せる地頭請を行うようになった。このような請負が行われた荘園・公領を請所という。地頭請所ではほぼ例外なく年貢の未進が発生しており、武士の荘園・公領侵出は一層進むこととなった。
鎌倉期の守護には大犯三ヶ条の検断権と大番役の指揮監督権しか与えられていなかったが、室町時代に入ると、室町幕府は守護に対して刈田狼藉取締権をはじめ、使節遵行権・半済給付権・闕所地処分権・段銭徴収権など、国内の荘園・公領へ統治的・経済的支配を及ぼしうる様々な権限を付与するようになった。これらの権限を根拠として、守護は守護使を荘園・公領へ派遣し、段銭・兵糧・人夫などを徴発し始めた。また、国衙の機能を実質的に吸収し、国衙の支配する公領（郡・郷・保など）を自らの支配下へと組み込んだ。
こうした守護の動きに対し、荘園領主らも幕府から守護使不入権の承認を得るなどの対応を取ったが、荘園領主らの大部分は京都に在住しており、遠方にある荘園へ強い支配力を及ぼすことはほとんど困難であった。在地の地頭・国人・荘官らには、守護の被官となる者もおり、荘園領主の支配権（荘務権）は守護に侵害される傾向にあったのである。そしてついに、鎌倉期の地頭請と同様に、守護が一定額の年貢納入と荘園支配を請け負う守護請が行われるようになった。守護が積極的に幕府へ働きかけ、守護請の権利を獲得することもあれば、守護側との紛争・訴訟で疲弊した荘園領主側から、守護請を承認することもあった。守護請所だけでなく、守護代の請所も存在した。
守護請の一例を挙げる。備後国の高野山領大田荘は、1402年に備後国守護の山名氏が将軍から下地知行権の公認を受けることに成功し、年1000石を高野山へ納入する条件で守護請となった。元々、高野山が大田荘から得る年貢は年1800石とされていた。山名氏からの年貢はたびたび未進となり、1439年までに未進額は26000石にまで累積した。これは例外的なケースではなく、ほとんど全ての守護請において、旱魃や洪水などを名目的な理由として年貢未進が毎年のように行われ、請所である荘園・公領は実質的な守護領となっていった。すなわち、守護請は守護領の拡大・蓄積を大きく促すものであり、守護領国制を形成した要因でもあったのである。
なお、当時の全ての荘園・公領が守護請所となった訳ではない。守護やその他武士らによる侵出に耐えながら存続した荘園も多数存在する。しかし、守護請が荘園・公領の減少をもたらしたことは間違いなく、以後、中世を通じての社会経済体制である荘園公領制は急速に崩壊していくこととなった。